# Bioterrorismo

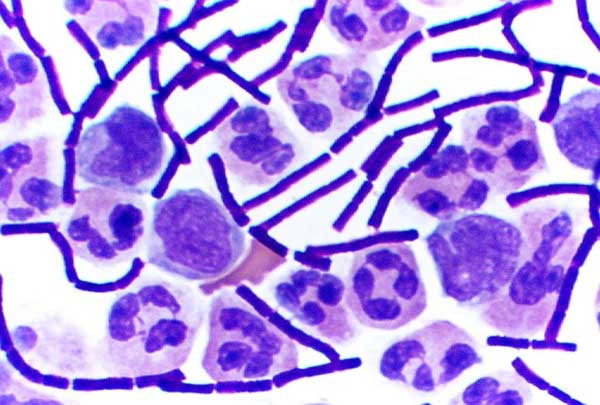
Bacilos de antraz (bastonetes púrpura), usados como arma biológica.

Bioterrorismo - é um ataque de caráter terrorista praticado por meio da liberação ou disseminação intencional de agentes biológicos, ou de produtos de seu metabolismo, com o objetivo de atingir direta ou indiretamente uma população. Esses agentes podem ser bactérias, vírus, fungos, insetos ou toxinas produzidas por estes; podendo ser aplicados in natura ou modificados geneticamente. Dessa forma, chamamos de armas biológicas o agente biológico empregado nesse ataque.

## Definição
De acordo com o Centers for Disease Control and Prevention (CDC) dos Estados Unidos da América:

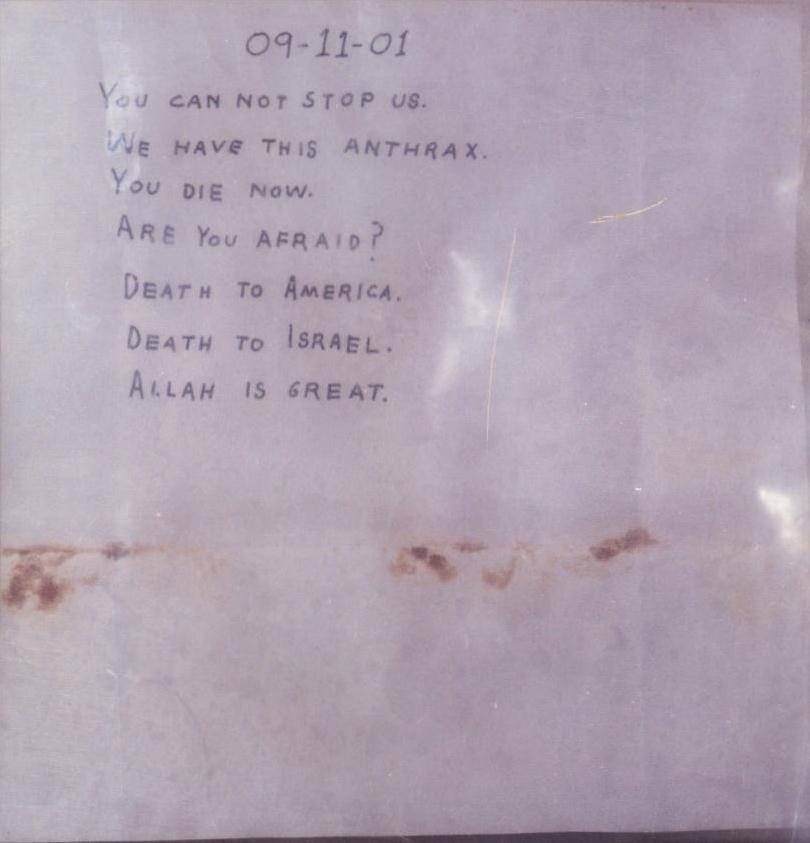
Carta, enviada por terroristas islâmicos, contendo esporos de carbúnculo (antraz).

Um ataque bioterrorista é a liberação deliberada de vírus, bactérias ou de outros germes (agentes) usadas para provocar moléstias ou morte em pessoas, animais ou plantas. Estes agentes são tipicamente encontrados na natureza, mas é possível que possam ter sido alterados para incrementar sua capacidade de causar moléstias, torná-los mais resistentes aos medicamentos existentes ou para incrementar sua capacidade de se disseminar no meio ambiente. Agentes biológicos podem ser difundidos pelo ar, através da água ou de alimentos. Terroristas podem usar agentes biológicos porque eles são extremamente difíceis de detectar e não provocam doenças antes de várias horas ou dias. Alguns agentes de bioterrorismo, tais como o vírus da varíola, podem ser transmitidos de pessoa para pessoa, enquanto outros, como o antraz, não podem.

## Desenvolvimento
O desenvolvimento do bioterrorismo está atrelado com dois fenômenos importantes que permearam o século XIX e XX: o primeiro é o desenvolvimento da microbiologia que permitiu que a humanidade pudesse manipular, isolar e inocular microrganismos e patógenos; e o segundo é uma série de eventos que vão desde a Primeira Guerra Mundial até o final da Segunda Guerra Mundial e envolve múltiplas nações. Durante esse período muitas nações criaram programas de pesquisa e desenvolvimento de armas biológicas, incluindo Alemanha, França, Reino Unido, Japão, a então URSS e os EUA.

A popularização do termo ganhou relevância após os ataques que sucederam o 11 de Setembro nos Estados Unidos, conhecido como anthrax letters, ou cartas de antraz, que consistiu em uma série de cartas enviadas a jornalistas e funcionários do governo norte americano contaminadas com esporos de Bacillus anthracis, deixando 5 mortos.